# Michael Coulter
Michael Daley Coulter (* 29. August 1952  in Glasgow, Schottland) ist ein britischer Kameramann. Er ist Mitglied der British Society of Cinematographers (BSC).

## Leben und Wirken
Coulter begann noch während seiner Highschoolzeit seine ersten Berufserfahrungen bei einer kleinen Produktionsfirma zu sammeln, die sich auf die Herstellung von Dokumentarfilmen spezialisiert hat. Mit 17 Jahren startete er seine erste Profitätigkeit beim Film als Editor bei dem 1969 entstandenen Werbestreifen „Learning Space“. Mit 18 erhielt er seine erste Kameraassistenz bei den Dokumentarfilmen „A Line for All Seasons“, „Look to the Sea“ und „Settled Out of Court: Children’s Hearings in Scotland“. Als 20-Jähriger konnte Coulter erstmals als Kameramann arbeiten, zunächst beim Dokumentar- (16 mm) und Werbefilmen (z. B. für das Produkt 'Kleenex').
1979 startete der Schotte seine Spielfilmkarriere als Kameraassistent, zunächst (bis 1981) in Frankreich: Death Watch - der gekaufte Tod, Ferien für eine Woche, Der Saustall und Der Maulwurf. 1982 kehrte er für die kauzige Komödie Local Hero in die schottische Heimat zurück und drehte 1987 in Irland die James-Joyce-Adaption "The Dead", John Hustons Abschiedswerk.
In diesen Jahren konnte Coulter gelegentlich auch als Chefkameramann Arbeit finden, allerdings vorerst nur bei britischen Low-Budget-Filmen. Nach Jahren der Arbeit an unprätentiösen Independent- und Billigproduktionen stieg Coulter zwischen 1993 und 2003 mit drei extrem erfolgreichen Londoner Großstadtkomödien zum Starkameramann auf. Seine Arbeiten an Vier Hochzeiten und ein Todesfall, Notting Hill und Tatsächlich… Liebe – allesamt Komödien mit Hugh Grant in einer Hauptrolle – ließen Coulter zum Spezialisten werden, wenn es galt, die britische Hauptstadt ins optimale (romantische) Licht zu setzen. Darüber hinaus fand in der Fachwelt vor allem seine Bildgestaltung von Ang Lees Jane-Austen-Verfilmung Sinn und Sinnlichkeit, eine weitere Topproduktion mit Grant in der männlichen Hauptrolle, größte Anerkennung und brachte ihm mehrere Filmpreisnominierungen (darunter eine für den Oscar) ein.
Michael Coulter hat seit 1974 auch Fernsehfilme fotografiert, darunter Mitte der 70er Jahre die Langzeitdokumentation „The Long Sprint“.

## Filmografie (Auswahl)
- 1972: Islands of the West (mittellanger Dokumentarfilm)
- 1974: The Hand of Adam (mittellanger Dokumentarfilm)
- 1974: Polar Power (Kurzdokumentarfilm)
- 1978: Capital Garden (mittellanger Dokumentarfilm)
- 1979: St. Godric’s (mittellanger Werbefilm)
- 1979: That Sinking Feeling
- 1980: Gregory’s Girl
- 1982: Scotland for Fishing (mittellanger Dokumentarfilm)
- 1983: The Making of Piscator (Kurzdokumentarfilm)
- 1983: The Architectur of Frank Lloyd Wright (Dokumentarfilm)
- 1984: No Surrender
- 1985: Ist dieser Mann nicht himmlisch? (Heavenly Pursuits)
- 1986: The Good Father
- 1986: Housekeeping – Das Auge des Sees (Housekeeping)
- 1987: The Dressmaker
- 1988: Death and Desire (Diamond Skulls)
- 1989: Ausgespielt – Bearskin
- 1989: Die Traumtänzer (Breaking In)
- 1990: Kathy
- 1990: Engel und Narren (Where Angels Fear to Tread)
- 1991: Spalding Gray: Monster in a Box
- 1991: Am Ende eines langen Tages (The Long Day Closes)
- 1992: Wer hat meine Familie geklaut? (Being Human)
- 1993: Vier Hochzeiten und ein Todesfall (Four Weddings and a Funeral)
- 1994: The Neon Bible
- 1995: Sinn und Sinnlichkeit
- 1996: Fremde Wesen (Fairy Tale – A True Story)
- 1997: My Giant – Zwei auf großem Fuß
- 1998: Notting Hill
- 1998: Mansfield Park
- 2001: Killing Me Softly
- 2002: Tatsächlich… Liebe (Love Actually)
- 2007: Bank Job
- 2018: Mord auf Shetland (Shetland, Fernsehserie, 3 Folgen)
- 2019: Glam Girls – Hinreißend verdorben (The Hustle)

## Anmerkung
1. ↑  zweiter Vorname und präzise Geburtsdaten lt. Filmarchiv Kay Weniger